# 바둑돌

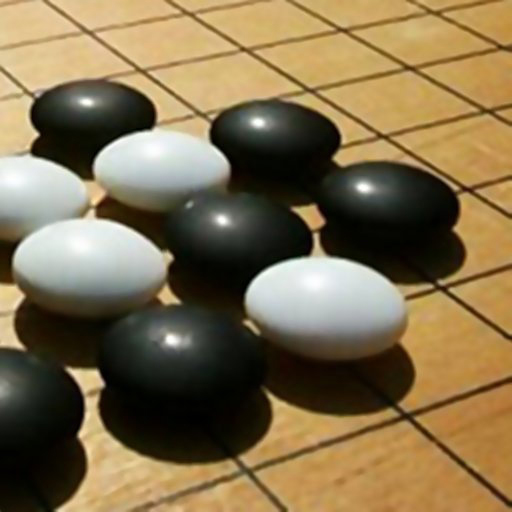
바독판에 있는 바둑돌들

바둑돌 또는 기석(棋石)은 바둑을 둘 때 필요한 도구로 검은 색, 흰 색 두 종류가 있으며 중국의 윈난성에서 처음 만들어졌다. 보통 흑은 181개, 백은 180개를 만든다.(단 이 돌의 숫자는 규칙 상에서는 의미가 없고 대국 중에 부족한 경우 적당히 채운다). 바둑을 둘 경우 간단히 돌이라 부른다.
재질은 보편적으로 유리로 되어 있으며, 휴대용 제품의 경우는 자석을 붙인 플라스틱을 주로 사용한다. 고급 제품은 옥석이나 조개 등을 사용한다. 또한, 바둑돌의 크기는 흑돌이 백돌보다 조금 크다. 그 이유는 시각적으로 흑돌이 백돌보다 더 작게 보이기 때문이다.

## 같이 보기
- 바둑판